# 허청구

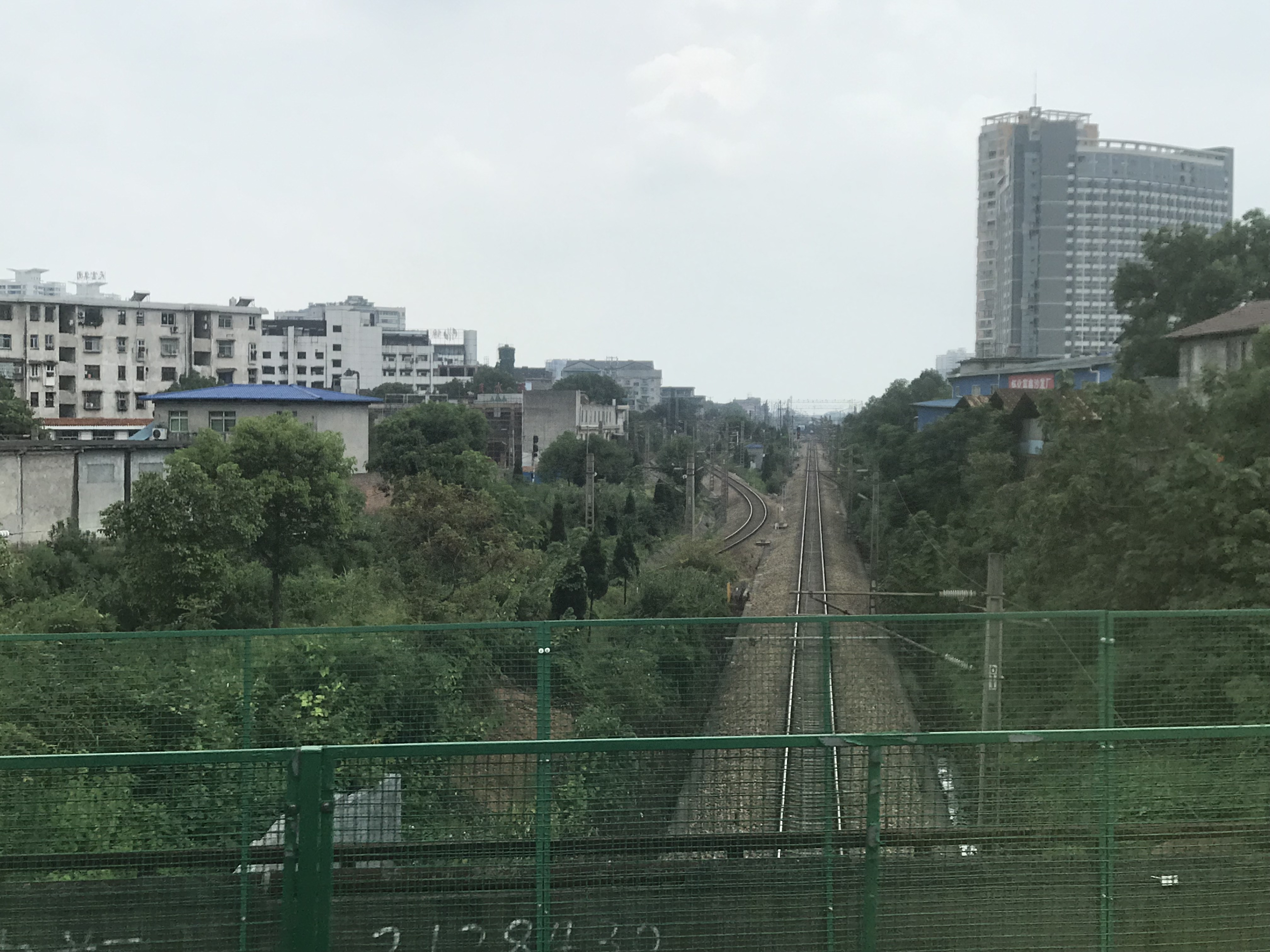

허청구(한국어: 학성구, 중국어: 鹤城区, 병음: Hèchéng Qū)는 중화인민공화국 후난성 화이화 시의 현급 행정구역이다. 넓이는 729km2이고, 인구는 2007년 기준으로 350,000명이다.

## 행정 구역
5개 가도, 2개 진, 6개 향을 관할한다.
- 가도: 城中街道, 城北街道, 红星街道, 迎丰街道, 坨院街道.
- 진: 黄金坳镇, 鸭嘴岩镇.
- 향: 盈口乡, 杨村乡, 石门乡, 贺家田乡, 凉亭坳乡, 芦坪乡.